# 콘스탄틴 브랑쿠시
콘스탄틴 브랑쿠시(Constantin Brâncuși, 1876년 2월 19일~1957년 3월 16일)는 루마니아의 조각가이다.
추상조각의 유니크한 개척자인 그는 루마니아의 왈라키아 지방의 농촌 페스티사니 고뤼 출생이다. 오바에서 태어났다.
목수가 되기 위한 수업을 쌓았으나 1898년 부쿠레슈티의 미술학교에서 조각을 배우게 되었고 1902년에 파리 미술학교에 진학하였다. 그는 최초에 로댕을 사숙하였지만 1906년 초 개인전을 가졌던 무렵부터 독자적인 길로 접어들어 1907년 국민미술협회의 살롱 전시회에 출품한 것이 계기가 되어 로댕에게 인정을 받아, 그의 아틀리에를 제공하겠다는 호의를 거절한 에피소드가 전해지고 있다. 1908년경부터 그는 형태의 단순화로 지향하여 존재의 핵심으로 접근해가는 과정에서 구상적인 요소를 신중하게 제거하여 갔다. '실재감은 외형에 있는 것이 아니라 사물의 핵심에 있다'는 신념에 따라 그는 가끔 원형(圓形)인 형태 속에서 사물의 원존재(原存在)를 발견하려고 애썼다. 1924년의 작품인 <세계의 시초>는 설명적인 요소를 일체 버린 단순한 달갈형일 따름이다. 더욱이 그의 작품은 기하학적인 구성을 의도한 것이 아니고 대리석·나무·브론즈 등의 소재를 정성어린 수공으로 깎고 다듬어 내는 작업에 의하여 소재의 표면은 비물질화되어 무명의 형태는 내부에 충실감을 품고 있다. 재질에 대한 예민한 감각은 그의 독무대 위에서 쇠퇴할 줄 모르는 그의 표현력의 기둥이기도 하였다. 제2차 세계대전 후에도 파리에 살면서 추상조각을 위하여 활발한 활동을 계속하였다.